# Falloidyna
Falloidyna – organiczny związek chemiczny, silnie toksyczny jad z grupy fallotoksyn, występujący w niektórych grzybach trujących, m.in. w muchomorze sromotnikowym (Amanita phalloides).
Zaburza strukturę cytoszkieletu i funkcjonalność komórki. Całkowity mechanizm działania falloidyny jest zbliżony do reszty fallotoksyn, LD50 – 2 mg/kg ciała. 

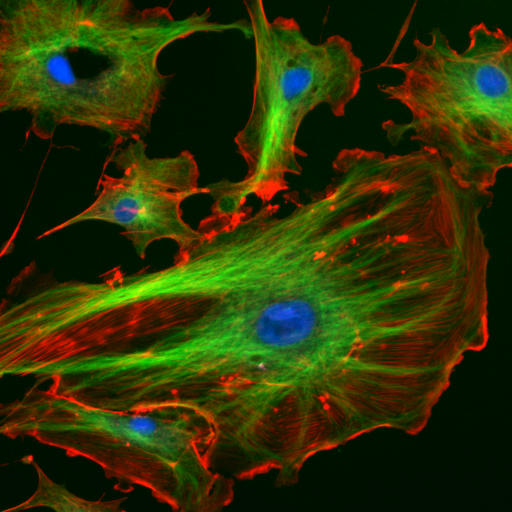
Komórki śródbłonka wybarwione fluorescencyjnie. Niebieski (DAPI): jądra komórkowe, zielony (przeciwciała znakowane fluoresceiną): mikrotubule, czerwony (falloidyna znakowana rodaminą): filamenty aktyny

Falloidyna silnie wiąże się z mikrofilamentami aktyny, natomiast znacznie słabiej z aktyną monomeryczną. Powoduje to znaczące zwiększenie ilości aktyny w formie filamentowej (aktyny F). Po wyznakowaniu fluoroforem wykorzystywana jest do lokalizowania aktyny F w cytoszkielecie komórek oraz do jej pomiarów ilościowych.